# Apatophyllum flavovirens
Apatophyllum flavovirens är en benvedsväxtart som beskrevs av Anthony R. Bean och L. W. Yessup. Apatophyllum flavovirens ingår i släktet Apatophyllum och familjen Celastraceae. Inga underarter finns listade.